# Бабак ванкуверський
Бабак ванкуверський (Marmota vancouverensis) — один з видів бабаків. Цей бабак є ендеміком острова Ванкувер, Тихоокеанський північний захід, Північна Америка. 

## Морфологія
Хутро чорного кольору навесні й шовковисте коричневе влітку, кінець морди жовтий. Дорослий бабак зазвичай має довжину від 65 до 70 см від кінчика носа до кінчика хвоста. Самці можуть досягати ваги понад 7 кг.

## Відтворення
Наприкінці зимової сплячки на початку весни відбувається шлюбний сезон, 30 днів по тому, запліднені самиці народжують 3–5 дитинчат. До двох років вони досягають статевої зрілості і залишають сімейну групу, для того, щоб знайти собі пару і нову територію.

## Поведінка
Трави і осоки є найбільш важливою їжею на початку весни; різнотрав'я складають основну частину річного раціону. Невеликі плоди також споживаються. Зимує з початку жовтня до початку травня. Хижацтво на М. vancouverensis не вивчене, але потенційними хижаками є Canis lupus, Martes americana, Gulo gulo, Puma concolor, Ursus americanus, Buteo jamaicensis, Aquila chrysaetos, Accipiter gentilis, Bubo virginianus. Люди не полюють, але вплив людської діяльності на острові і, як наслідок втрата середовища існування бабаків являє собою значну загрозу для них. Живе в невеликих колоніях на схилах гір острова, вище межі деревної рослинності, його нори майже завжди орієнтовані на південь.